# Juliet Marillier
Juliet Marillier (ur. 27 czerwca 1948) – pochodząca z Nowej Zelandii pisarka literatury fantasy, skupiająca się głównie na historycznym fantasy.

## Życiorys
Kształciła się na University of Otago, gdzie ukończyła studia licencjackie. Marillier uczyła muzyki na poziomie szkoły średniej i wyższej, a także była dyrygentem chóralnym i śpiewakiem operowym. W 2009 u pisarki zdiagnozowano raka piersi.
Marillier mieszka w Swan Valley w Australii Zachodniej.

## Nagrody
| Rok  | Nagroda                 | Kategoria                                         | Książka                        |
| ---- | ----------------------- | ------------------------------------------------- | ------------------------------ |
| 2000 | Aurealis Awards         | Best Fantasy Novel                                | Syn cieni                      |
| 2001 | Alex Awards             | Young Adult Fiction                               | Córka lasu                     |
| 2005 | Aurealis Awards         | Best Fantasy Novel                                | Blade of Fortriu               |
| 2006 | Aurealis Awards         | Best Fantasy Novel                                | Wildwood Dancing               |
| 2008 | Sir Julius Vogel Awards | Best Young Adult Novel                            | Cybele's Secret                |
| 2009 | Beehive Book Award      | Young Adult Fiction                               | Wildwood Dancing               |
| 2010 | Le Prix Imaginales      | Best Novel in translation                         | Daughter of the Forest         |
| 2010 | Tin Duck Awards         | Best Professional Long Written Work               | Seer of Sevenwaters            |
| 2013 | Tin Duck Awards         | Speculative fiction by Western Australian writers | Shadowfell                     |
| 2014 | Sir Julius Vogel Awards | Best Youth Novel                                  | Raven Flight                   |
| 2014 | Sir Julius Vogel Awards | Best Short Story                                  | "By Bone-Light" (Prickle Moon) |
| 2014 | Tin Duck Awards         | Best Professional Long Written Work               | Prickle Moon                   |
| 2015 | Aurealis Awards         | Best Fantasy Novel                                | Dreamer's Pool                 |
| 2015 | Sir Julius Vogel Awards | Best Youth Novel                                  | The Caller                     |

### CyklSiedmiorzecze
1. Córka lasu (1999)
2. Syn cieni (2000)
3. Child of the Prophecy (2001)
4. Heir to Sevenwaters (2008)
5. Seer of Sevenwaters (2010)
6. Flame of Sevenwaters (2012)

### Saga of the Light Isles
1. Wolfskin (2002)
2. Foxmask (2003)

### The Bridei Chronicles
1. The Dark Mirror (2004)
2. Blade of Fortriu (2005)
3. The Well of Shades (2006)

### The Whistling Tor Series
1. Heart's Blood (2009)

### Novels for Young Adults
1. Wildwood Dancing (2006)
2. Cybele's Secret (2007)

### The Shadowfell Series
1. Shadowfell (2012)
2. Raven Flight (2013)
3. The Caller (2014)

### Blackthorn and Grim
1. Dreamer's Pool (2014)
2. Tower of Thorns (2015)
3. Den of Wolves (October, 2016)

### Zbiory opowiadań
- Prickle Moon (2013)

Podane daty dotyczą pierwszego australijskiego wydania.